# Dolichowithius abnormis
Dolichowithius abnormis är en spindeldjursart som beskrevs av Beier 1936. Dolichowithius abnormis ingår i släktet Dolichowithius och familjen Withiidae. Inga underarter finns listade i Catalogue of Life.